# Ramses Shaffy

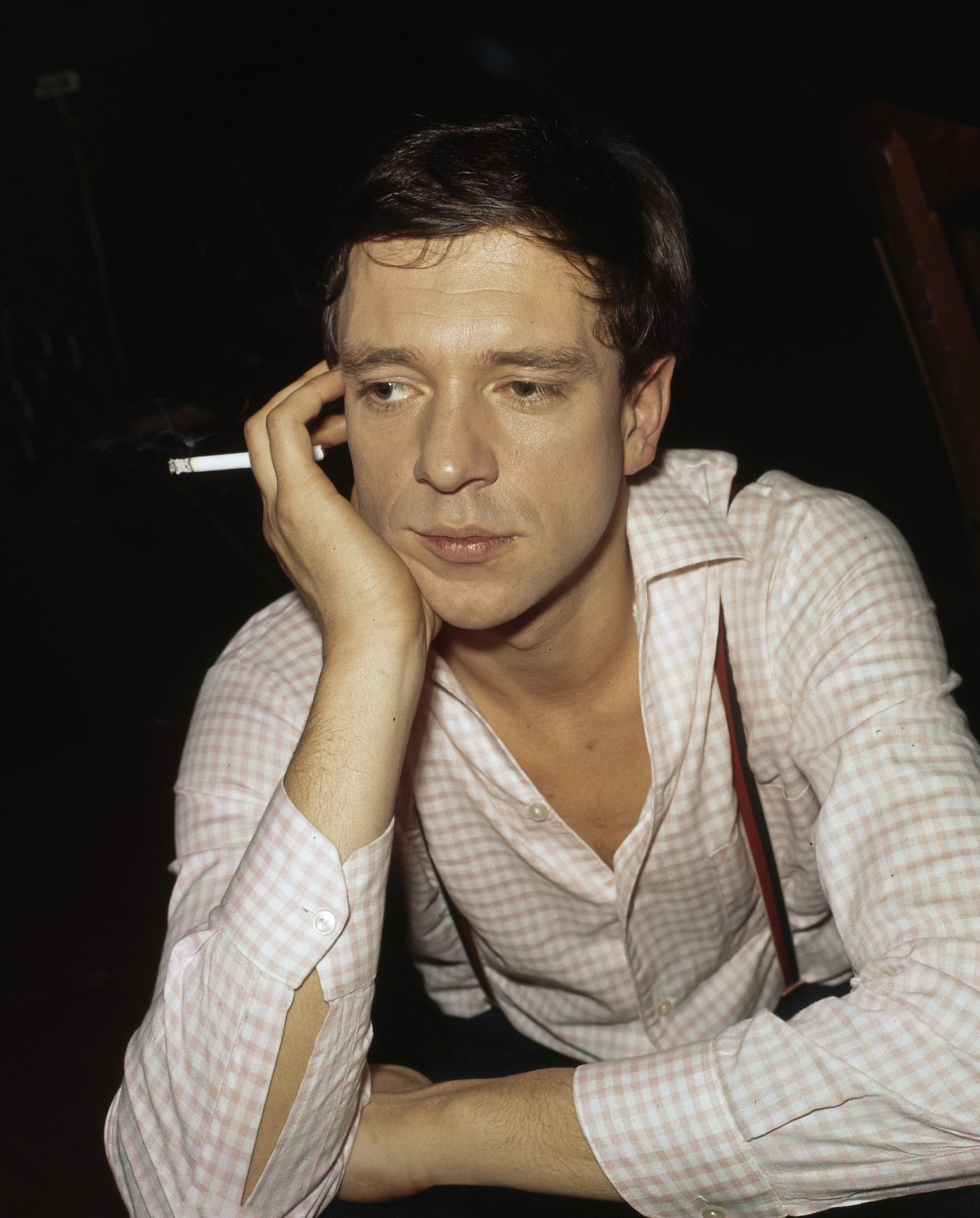
Ramses Shaffy

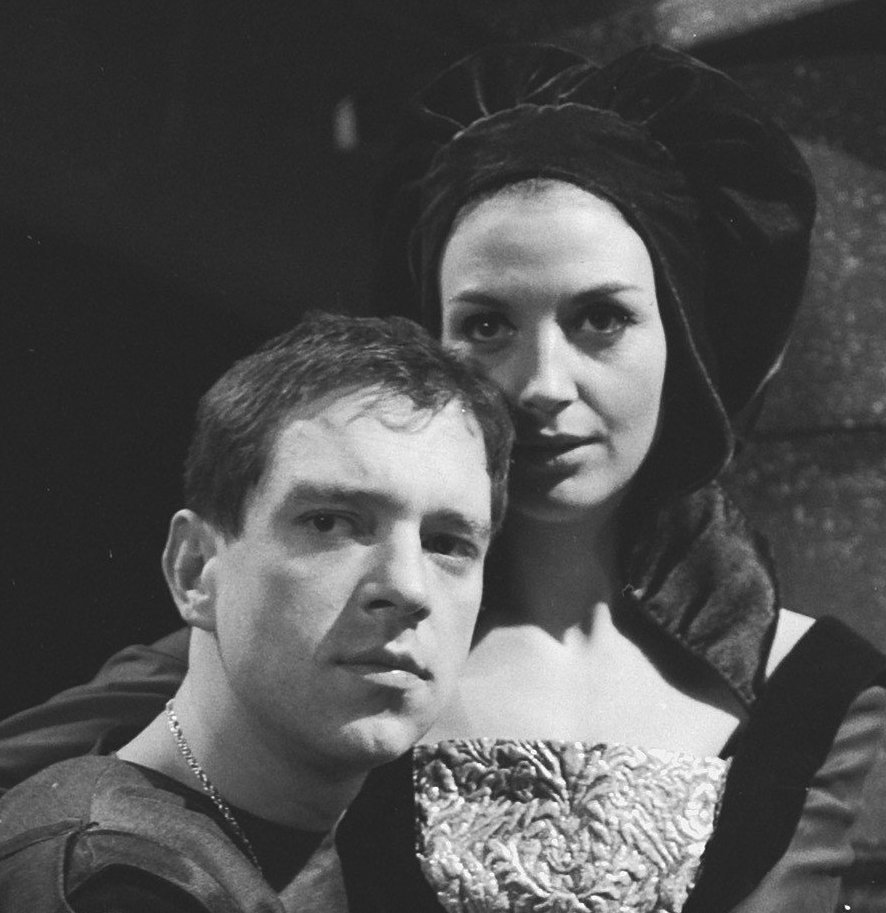
Shaffy als Schauspieler zusammen mit Kitty Courbois, 1964

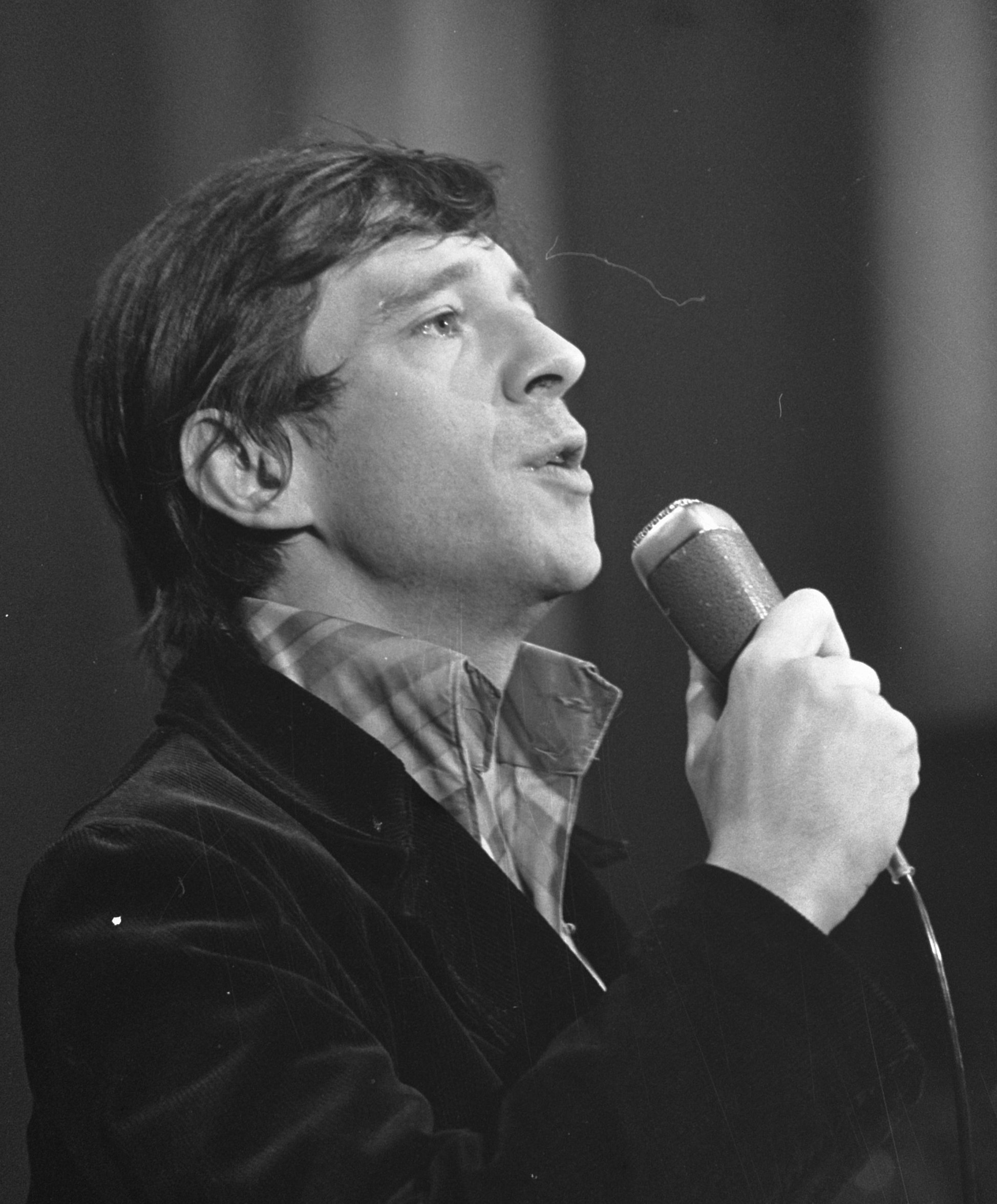
Bei einem Gesangsauftritt 1966 in Amsterdam

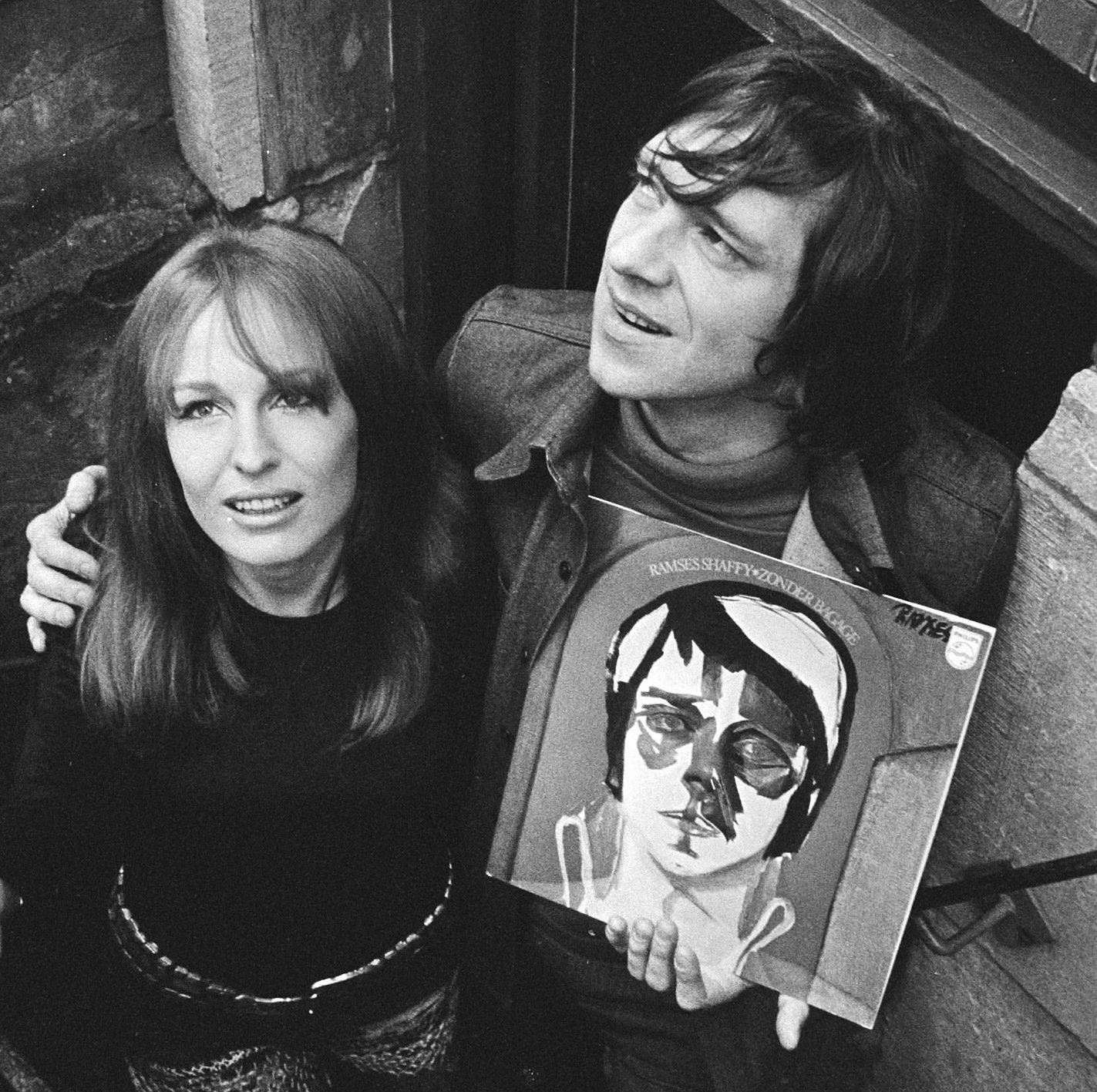
Mit Liesbeth List bei der Vorstellung seiner LP Zonder Bagage 1971

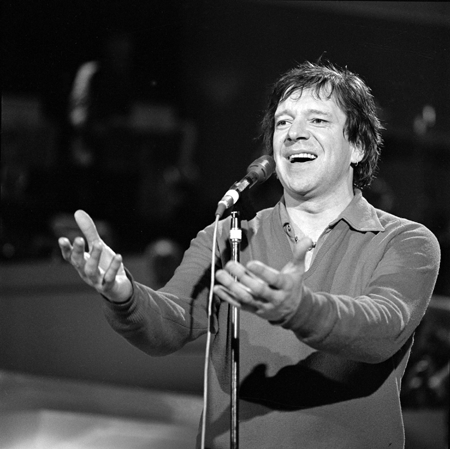
Ramses Shaffy, 1980

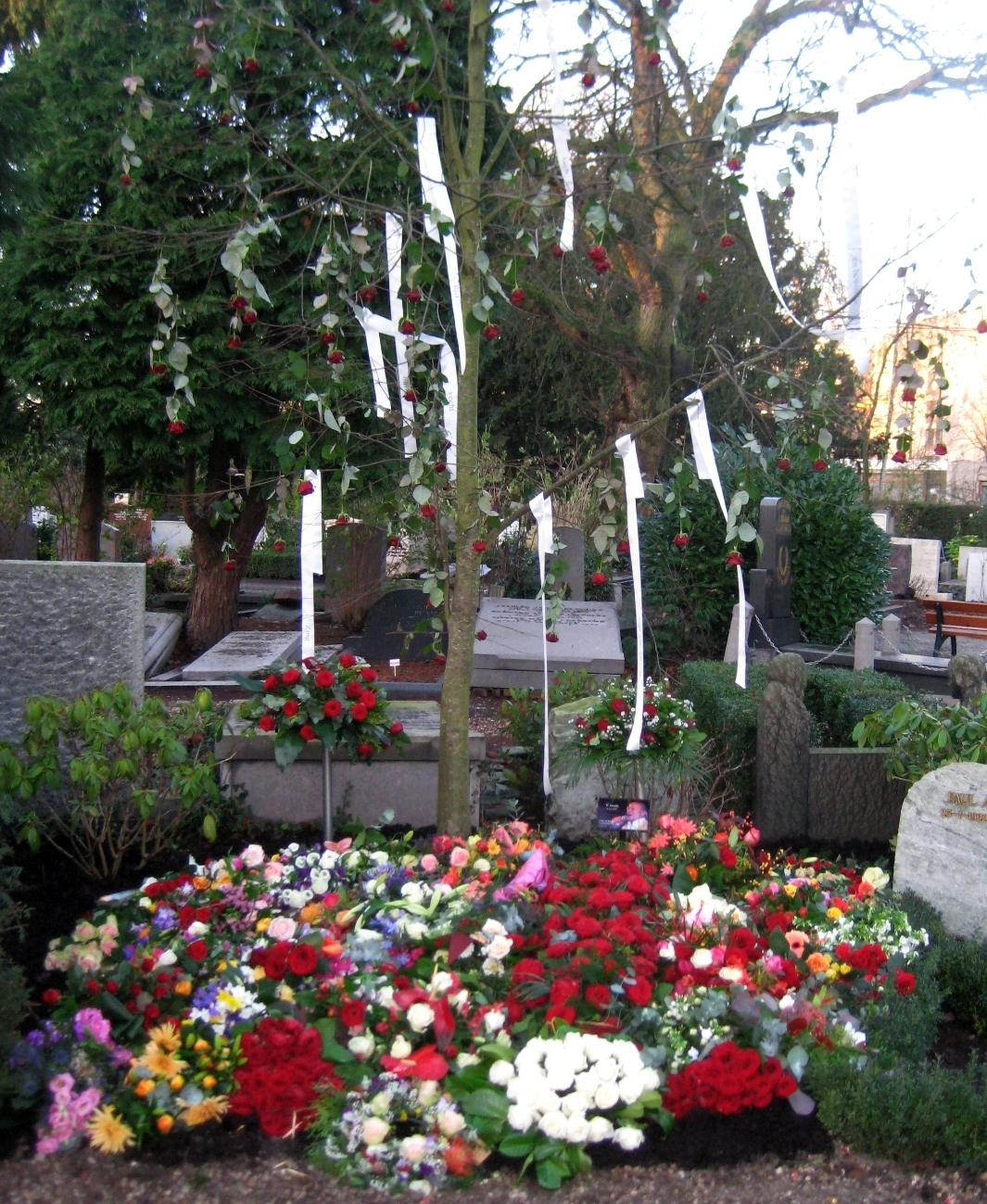
Grab auf dem Friedhof Zorgvlied in Amsterdam

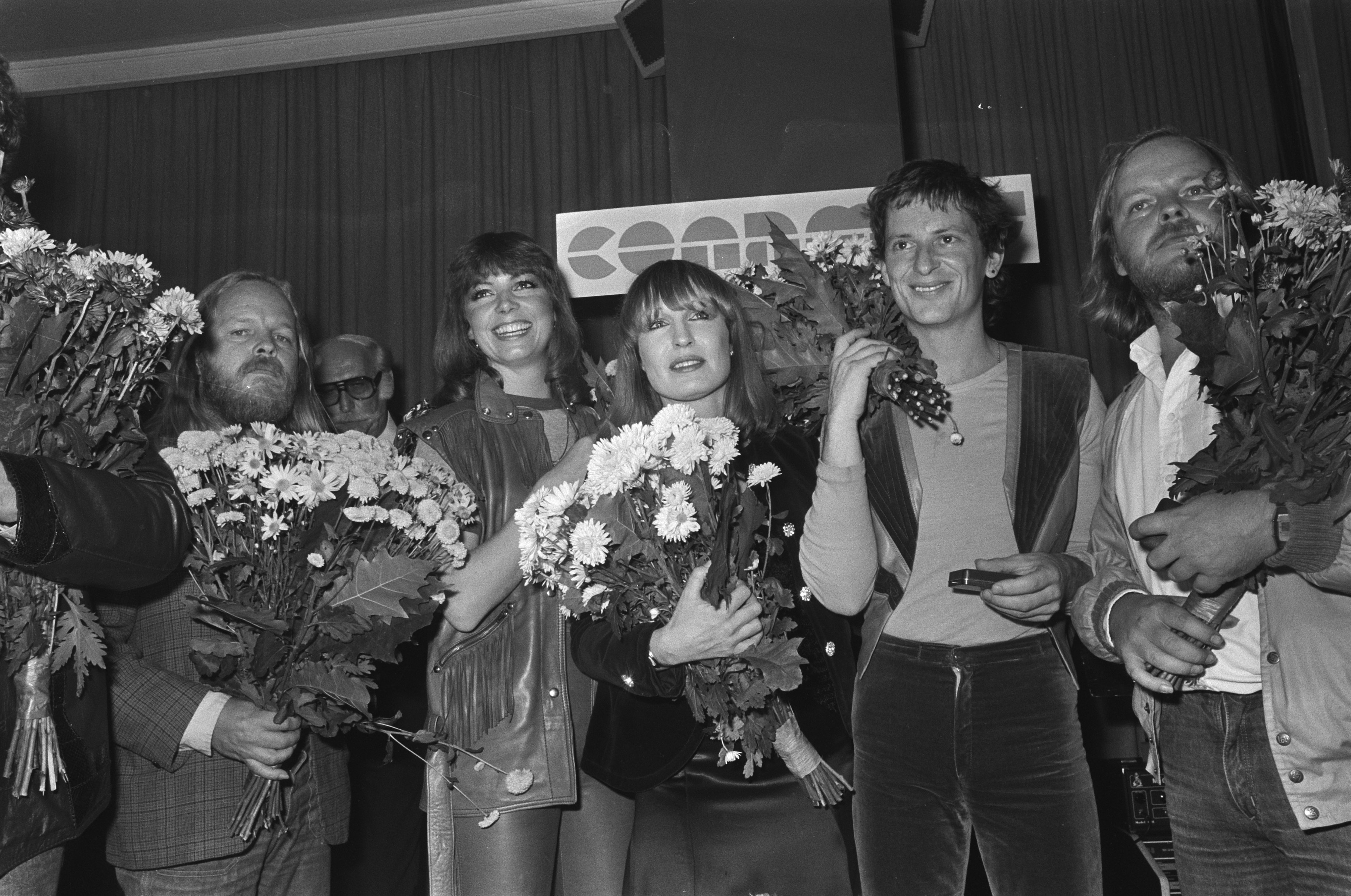
Preisverleihung Gouden Harp 27. Oktober 1980 in Amsterdam: Earth-and-Fire-Zwillinge Gerard und Chris Koerts, dazwischen v. l. n. r. Jerney Kaagman, Liesbeth List, Ramses Shaffy

Ramses Shaffy (* 29. August 1933 in Neuilly-sur-Seine, Frankreich; † 1. Dezember 2009 in Amsterdam, Niederlande; eigentlich Didi Snellen) war ein niederländischer Chansonnier und Schauspieler. Nach einer Karriere als Schauspieler bei der Nederlandse Comedie wechselte er in den 1960er Jahren ins Gesangsfach. Einige seiner Lieder wurden in seinem Heimatland zu Klassikern.

## Biografie
Shaffy, aufgewachsen unter dem Namen Didi Snellen, wurde in einem Vorort der französischen Hauptstadt Paris als Sohn eines ägyptischen Diplomaten und einer polnischen Gräfin russischer Abstammung geboren. Er wuchs bei seiner Mutter in Cannes auf. Als sie an Tuberkulose erkrankte, kam er zunächst zu einer Tante nach Utrecht, dann in ein Kinderheim und schließlich im Alter von sechs Jahren zu Pflegeeltern in Leiden. Den Abschied von seiner Mutter verarbeitete er später in seinem Lied De trein naar het noorden (deutsch Der Zug nach Norden).
Nach dem Besuch der Mittelschule, die er ohne Abschluss verließ, wurde er 1952 an der Amsterdamer Schauspielschule angenommen. Mit Mitschülern seiner Klasse brachte er 1955 mit Olé La Marguérita ein erstes Stück auf die Bühne. In den Folgejahren war er bei der Nederlandse Comedie in verschiedenen Rollen zu sehen, so als Anatol, in Süßer Vogel Jugend oder im Sommernachtstraum. Einige der Aufführungen wurden vom niederländischen Fernsehen ausgestrahlt. Zusammen mit seinem Partner Joop Admiraal reiste er 1960 nach Rom in der Hoffnung, dort als Filmschauspieler Arbeit zu finden, kehrte aber unverrichteter Dinge wieder zurück. Die Briefe aus dieser Zeit an ihre gemeinsame Freundin Shireen Strooker wurden 2004 als Brieven uit Rome veröffentlicht.
Unter dem Titel Come With Me entstand eine erste Plattenaufnahme in englischer Sprache. 1961 nahm er als Sänger am Knokke-Songfestival teil. Als er während einer Theateraufführung nach der Pause die Bühne nicht mehr fand, kam sein Engagement bei der Nederlandse Comedie zu einem Ende. Er spielte noch einige kleinere Rollen an anderen Bühnen.
1964 rief er die Theatergruppe Shaffy Chantant ins Leben und feierte am 22. Oktober 1964 in Amsterdam mit einem literarisch-poetischen Programm Premiere. In seinem Ensemble arbeitete er lange Zeit mit der Sängerin Liesbeth List und dem  Pianisten Louis van Dijk zusammen. Aus dieser Zeit stammt eines seiner bekanntesten Lieder, Shaffy Cantate, das 1966 als Single veröffentlicht wurde. Mit der Eigenkomposition Sammy erreichte er 1966 Platz 2 der niederländischen Hitparade. Eine Reihe weiterer bekannter Musiker, darunter Thijs van Leer, dem Shaffy später das Lied Jij bent nu daarbinnen widmete, waren kurze Zeit Mitglied des Ensembles.
1967 übernahm er drei Hauptrollen in Spielfilmen: an der Seite von Johnny Lion spielte er in Liefdesbekentenissen von Wim Verstappen, unter der Regie von Lennaert Nijgh in Een Vreemde Vogel. Für seine Rolle als parasitärer Bonvivant in Erik Terpstras De Verloedering Van De Swieps wurde Shaffy mit einem Edison ausgezeichnet.
Zusammen mit Liesbeth List entstand 1968 die Aufnahme Pastorale, mit der er erneut eine Spitzenplatzierung in den Charts erreichte. Im Januar 1971 wurde Shaffy auf offener Straße Opfer eines Überfalls und lag zwei Monate im Krankenhaus. Nach Genesung gelangen ihm mit Zing, Vecht, Huil, Bid, Lach, Werk En Bewonder und Aan De Andere Kant Van De Heuvel zwei weitere Hits. Unter der Regie von Hugo Claus spielte er in dem Theaterstück Warm En Koud von Fernand Crommelynck und trat zusammen mit Liselore Gerritsen in einem eigenen Programm auf.
Ab Beginn der 1980er Jahre war Shaffy wieder in verschiedenen Spielfilmen zu sehen. Mit seiner Darstellung des Don Quijote in dem Musical Der Mann von La Mancha beim Koninklijk Ballet van Vlaanderen erntete er großen Erfolg. Auch spielte er in der flämisch-niederländischen Miniserie Willem van Oranje die Rolle des Graaf van Egmont.
Der niederländische Dokumentarfilmer Pieter Fleury drehte 2002 über Shaffy die Dokumentation Ramses: Où est mon prince, die beim Niederländischen Filmfestival in Utrecht mit einem Goldenen Kalb ausgezeichnet wurde. 2003 schrieb Bas Steman die Biografie Naakt in de orkaan.
Nachdem er mehrmals nachts in den Straßen Passanten belästigt hatte, kam er in ein Pflegeheim in Amsterdam. Sein langjähriger exzessiver Alkoholkonsum hatten ein Korsakow-Syndrom und Epilepsie ausgelöst.
2005 stand er mit einer neuen Version von Laat me (im Original aus dem Jahr 1978) erstmals seit Jahren wieder in der Hitparade. Dieses Mal hatte er das Lied zusammen mit der Band Alderliefste und Liesbeth List aufgenommen. Am 11. Juli 2008 sang er anlässlich der Feierlichkeiten zum Feestdag van Vlaanderen zusammen mit der Band Alderliefste Laat me live beim Open-Air-Konzert im belgischen St. Niklaas.
Shaffys letzter Auftritt fand am 27. November 2009 in der Laurenskerk in Rotterdam statt. Trotz Krankheit spielte er im Rahmen der Verleihung des Laurenspenning der Stadt Rotterdam an Sander de Kramer Klavier.
Am 5. Mai 2009 wurde bekannt, dass Shaffy an Speiseröhrenkrebs erkrankt war. Dessen Folgen erlag er am 1. Dezember 2009 im Alter von 76 Jahren. Am 7. Dezember fand im Theater Carré eine Abschiedsfeier für ihn statt. Beerdigt wurde Shaffy am 8. Dezember 2009 auf dem Amsterdamer Friedhof Zorgvlied. Sein Grab liegt unter einem jungen Baum, der während der Beerdigung mit roten und weißen Bändern verziert war, auf deren jedem ein Wort aus dem Text Zing, vecht, huil, bid, lach, werk en bewonder. Niet zonder ons. stand, auf Deutsch Singen, kämpfen, weinen, beten, lachen, arbeiten und bewundern. Nicht ohne uns.

## Preise und Auszeichnungen
- 1967: Edison
- 1971: Louis-David-Preis
- 1980: Gouden Harp, der Stichting Buma Cultuur
- 2002: Blijvend Applaus Prijs geehrt.
- 2003: Radio 2 Zendtijdprijs
- 2006: Edison Œuvre Prijs voor Kleinkunst; am 31. Mai 2006 Erster Empfänger des neuen Preises
- 2007: Enthüllung einer Büste mit seinem Abbild in der Amsterdamer Schouwburg am 6. November

## Diskografie

### Alben
| Jahr | Titel                                      | Höchstplatzierung, Gesamtwochen, AuszeichnungChartsChartplatzierungen (Jahr, Titel, Platzierungen, Wochen, Auszeichnungen, Anmerkungen) | Anmerkungen              |
| Jahr | Titel                                      | NL | Anmerkungen              |
| ---- | ------------------------------------------ | --- | ------------------------ |
| 1978 | Dag en nacht                               | NL12 (8 Wo.)NL |                          |
| 1989 | Liesbeth List & Ramses Shaffy              | NL24 (9 Wo.)NL | mit Liesbeth List        |
| 2006 | Laat mijn liedjes nu maar zwerven          | NL25 (7 Wo.)NL |                          |
| 2007 | 100 mooiste liedjes van Ramses en Liesbeth | NL73 (2 Wo.)NL | mit Liesbeth List        |
| 2009 | Laat me                                    | NL4 (24 Wo.)NL |                          |
| 2013 | Leef!                                      | NL3 (7 Wo.)NL | Ramses Shaffy & Vrienden |
| 2013 | Ramses 80                                  | NL55 (7 Wo.)NL |                          |

Weitere Alben
- 1966: Ramses II
- 1969: Sunset Sunkiss
- 1970: Zonder Bagage
- 1972: Wij Zullen Doorgaan
- 1975: We Leven Nog
- 1980: Ramses Live
- 1988: Sterven Van Geluk
- 1997: Ramses ’97
- 2002: Muziek Uit De Film Ramses
- 2011: Nederlandstalige Popklassiekers (mit Liesbeth List, NL: Gold)

### Singles
| Jahr | Titel Album                                                  | Höchstplatzierung, Gesamtwochen, AuszeichnungChartsChartplatzierungen (Jahr, Titel, Album, Platzierungen, Wochen, Auszeichnungen, Anmerkungen) | Anmerkungen       |
| Jahr | Titel Album                                                  | NL | Anmerkungen       |
| ---- | ------------------------------------------------------------ | --- | ----------------- |
| 1966 | Sammy Ramses II                                              | NL2 (20 Wo.)NL |                   |
| 1969 | Pastorale                                                    | NL3 (14 Wo.)NL | mit Liesbeth List |
| 1971 | Zing, Vecht, Huil, Bid, Lach, Werk En Bewonder Zonder Bagage | NL21 (3 Wo.)NL |                   |
| 1975 | Wij Zullen Doorgaan                                          | NL13 (5 Wo.)NL |                   |
| 1978 | Laat Me                                                      | NL18 (15 Wo.)NL | mit Liesbeth List |